# Тумул (Намский улус)
Туму́л (якут. Тумул) — село в Намском улусе Якутии России. Административный центр и единственный населённый пункт Модутского наслега.

## География
Село находится в пределах Центрально-Якутской равнины, в долине Энсиэли, у озера Кыйгырыма, на левом берегу реки Лена (протока Бору-Ары), на расстоянии 22 км от села Намцы, административного центра улуса.
Климат
Средняя температура января −42 °C, июля +17…+18 °С. Осадков выпадает около 200—250 мм в год.

## История
Согласно Закону Республики Саха (Якутия) от 30 ноября 2004 года N 173-З N 353-III село возглавило образованное муниципальное образование Модутский наслег.

## Население
| 2002 | 2010 | 2012 | 2013 | 2014 | 2015 |
| ---- | ---- | ---- | ---- | ---- | ---- |
| 859  | ↗986 | ↘981 | ↘957 | ↘932 | ↗956 |
| 2016 | 2017 | 2018 | 2019 | 2020 | 2021 |
| ↗960 | ↗984 | ↘967 | ↘949 | ↗953 | ↗974 |

Национальный состав
Согласно результатам переписи 2002 года, в национальной структуре населения якуты составляли 97 % из 859 чел.

## Улицы
| - ул. 65 лет Победы, - ул. Аммосова, - ул. Г. Петрова, - ул. Е. Дьяконовой, - ул. И. Кутукова, | - ул. И. Прядезникова, - ул. Комплексная, - ул. Лесная, - пер. Лесной, - ул. Мира, | - ул. Молодёжная, - ул. Озёрная, - ул. Парковая, - ул. Победы, - ул. Северная, | - ул. Ст. Кутукова, - ул. Суруксут, - ул. Чаран, - ул. Школьная, - ул. Ючюгэй алаас. |

## Экономика
Развито животноводство (мясо-молочное скотоводство, мясное табунное коневодство) и картофелеводство.

## Инфраструктура
Действуют дом культуры, средняя общеобразовательная школа, учреждения здравоохранения и торговли.
В селе находится Памятник воинам-землякам, погибшим в годы Великой Отечественной войны (1941-1945 гг.).

## Транспорт
Через село проходит автомобильная дорога «Нам».